# Дурдино (Ярославская область)
Дурдино – деревня на территории Покровской сельской администрации Покровского сельского поселения Рыбинского района Ярославской области.
Деревня расположена на автомобильной дороге Р104 на участке Углич — Рыбинск, между деревнями Нелюбовское (в сторону Углича) и Исанино (в сторону Рыбинска). К юго-востоку от деревни протекает река Коровка, русло реки в районе деревни спрямлено мелиоративными работами. На юго-восток от деревни отходят просёлочные дороги, ведущие к удалённым примерно на 2 км деревням Пчелье и Коржавино. Ещё через 2 км за деревней Пчелье — деревня Голубино. Транспортная связь этих удалённых деревень через деревню Дурдино. Преобладает традиционная застройка, рубленные избы, фасадами на улицу. На 1 января 2007 года в деревне проживало 13 человек. По почтовым данным в деревне 30 домов.
Деревня «Дурдина» указана на плане генерального межевания Рыбинского уезда 1792 года.
Автобус связывает село с Рыбинском, Мышкиным и Угличем. Администрация сельского поселения в поселке и центр врача общей практики находится в посёлке Искра Октября, почтовое отделение в селе Покров (оба по дороге в сторону Рыбинска).